# Daniel M. Tani
Daniel M. Tani, född 1 februari 1961, är en amerikansk astronaut uttagen i astronautgrupp 16 den 5 december 1996.

## Rymdfärder
- STS-108
- STS-120
- ISS - Expedition 16